# Aktinoidi
Aktinoidi (ili aktinidi) su skupina od 15 elemenata koji leže između aktinija i lorensija s atomskim brojevima od 89-103 u periodnom sustavu. Aktinoidi su dobili ime po aktiniju. Svi elementi su u F-bloku osim lorensija. Postoje i razredbe koje isključuju aktinij i lorensij iz skupine.